# Monoxia puberula
Monoxia puberula är en skalbaggsart som beskrevs av Blake 1939. Monoxia puberula ingår i släktet Monoxia och familjen bladbaggar. Inga underarter finns listade i Catalogue of Life.